# Rosław Szaybo
Rosław Szaybo (13. srpna 1933, Poznań – 21. května 2019, Varšava) byl polský malíř, fotograf a obalový designér.

## Život a dílo
V roce 1961 vystudoval Akademii výtvarných umění ve Varšavě a mezi jeho kantory patřili Wojciech Fangor nebo Henry Tomaszewski.
V roce 1966 se přestěhoval do Velké Británie, kde pracoval jako nezávislý designér. V letech 1968 až 1972 působil jako umělecký ředitel reklamní společnosti Young & Rubicam.
V letech 1972 až 1988 působil jako hlavní umělecký ředitel CBS Records, kde navrhl více než 2000 obalů alb, především pro klasickou hudbu, ale také pro umělce jako Elton John, Roy Orbison, Santana, Janis Joplin, The Clash, Mott the Hoople, Judas Priest nebo John Williams.
Během své práce ve Velké Británii také navrhoval plakáty pro anglická divadla.
Po návratu do Polska v roce 1993 zahájil fotografickou dílnu na Akademii výtvarných umění ve Varšavě a stal se také uměleckým ředitelem nakladatelství Czytelnik.
Mezi jeho nejznámější díla patří obálka pro album Judas Priest British Steel (fotografoval svou vlastní ruku) a logo kapely a další obal alba (Stained Class, Killing Machine) a obal pro album Krzysztof Komeda Astigmatic.
Zemřel na rakovinu plic dne 21. května 2019 ve svém domě ve Varšavě. Bylo mu 85 let.

## Ocenění
- Zlatá medaile Gloria Artis za přínos kultuře (2018)[4]
- Stříbrná medaile Gloria Artis za přínos kultuře (2013)[4]